# Mitsubishi L200
Mitsubishi L200 je kompaktní pick-up s pohonem všech kol vyráběný od roku 1993. Na některých trzích je známý jako Mitsubishi Triton.

## 1. Generace
V roce 1993 byl na náš trh firmou Mitsubishi poprvé dovezen pick-up L200, který se tu prodával pouze s jedním motorem. Na výběr byl pohon 2WD nebo 4x4. Hlavní priority byly, jak by se dalo u pick-upu předpokládat, aby dovezl co nejvíce nákladu na dané místo. Bylo to auto zaměřené čistě do terénu a na práci.

## 2. Generace
U této generace vozu Mitsubishi zvolilo jiné cíle, samozřejmě, hlavní prioritou je stále náklad a dobré vlastnosti v terénu, ale Mitsubishi už začíná zahrnovat mezi kupující i obyčejné lidi, jelikož tomuto autu byl dodán pohodlnější interiér. Tato generace se také už dodávala do České republiky ve dvou verzích: dvoudveřové a čtyřdveřové. Jako základ k L200 posloužil model Pajero Sport, takže měl prakticky shodný podvozek i nabídku motorů. Do ČR se dodávala pouze jedna verze motoru, a to turbodiesel o objemu 2,5 litru, vybavený turbodmychadlem s variabilní geometrií lopatek a podávajícím výkon 115 koní.

## 3. Generace
Již 3. generace úspěšného modelu L200 přichází na trh v roce 2005–2006. Za úkol má znovu vyrazit do boje proti autům Nissan Navara a Toyota Hilux, zároveň ale poskytnout kupujícím více pohodlí a lepší vlastnosti. Jelikož vnitřek vozu je stejně komfortní jako v osobním automobile a i vnějšek je vkusný, je dělán tak, aby se líbil, tak si Mitsubishi L200 získává stále více zájemců. To je také vidět, Mitsubishi L200 vyhrálo v anketě 4x4 ve skupině Pick-upů. Vyrábí se ve 3 verzích karoserie: Single Cab, Club Cab a Double Cab, která má nejprostornější interiér ve svém segmentu. Mitsubishi tento automobil zařadilo do skupiny SUT (sports utility truck), tj. je možno ho použít jak na těžké práce, tak na vyjížďku s rodinou do přírody. Navíc oproti předchozí verzi má systém Super Select, který známe z modelu Mitsubishi Pajero, takže v přírodě už jen tak neuvízne. Design je hodně sportovní, L200 se nechala inspirovat modelem Pajero Evo 2+2, celkově je i na automobilu vidět, že ho měla na starosti sportovní divize Mitsubishi, která tvoří i dakarské speciály.Co se týče konstrukce vozu, ta je v případě tohoto modelu kombinovaná s nezávislým zavěšením předních kol a tuhou nápravou vzadu. Pod kapotou najdeme nový vznětový motor se vstřikováním common-rail o objemu 2,5 litru a výkonu 100 kW/136 koní, který disponuje točivým momentem 314 Nm při 2000 ot./min. Maximální rychlost nové L200 je 167 km/h, z nuly na sto dokáže akcelerovat za 14,6 s. Výkon je přenášen prostřednictvím pětistupňové manuální převodovky, nebo čtyřstupňového automatu na všechna kola soustavou Super Select, která obsahuje jízdní režimy 2H, 4H, 4HLc a 4LLc. Stálý pohon všech kol můžete zařadit do rychlosti 100 km/h, pouze před zařazením redukce 4LLc je nutné zastavit. V režimu 4H je výkon rozdělován mezi přední a zadní nápravu podle trakce kol, režimy 4HLc a 4LLc nabízí rovnoměrný poměr 50:50. Samotný motor je o něco hlučnější a více vibruje, než jsme zvyklí u osobních vozů, ale na druhou stranu splňuje emisní normu Euro-4. Automobilka při vývoji L200 myslela i na bezpečnost a ovladatelnost, pick-up má v dané třídě nejlepší poloměr otáčení 5,9 metru a v závislosti na výbavě může být vybaven i stabilizačním systémem. Co se týče bezpečnosti cestujících, je hodnocen jako nejbezpečnější pick-up, v Euro Ncap dostal 4 hvězdičky.

## 4. Generace
Vyráběla se v Thajsku od roku 2005 do roku 2014. Exportovala se až do 40 zemí, většinou vybavená turbodieselem s objemem 2,5 litrů a výkonem 134 kW.

## 5. Generace
Výroba od roku 2015 v thajském závodě Mitsubishi Motors v Laem Chabang. Fiat Chrysler Automobiles přebírá model pod názvem Fiat Fullback, nový diesel má obsah 2,4 litru a výkon 113 nebo 133 kW.   V roce 2019 proběhl facelift.